# Willy Russell
Pour les articles homonymes, voir William Russell.
Willy Russell est un scénariste, compositeur et acteur britannique né le 23 août 1947 à Whiston près de Liverpool (Royaume-Uni).

## Biographie
Né dans une modeste et typique famille à Whiston, près de Liverpool, le petit Willy Russell déménage à l'âge de cinq ans avec ses parents à Knowsley.
Son père était ouvrier, mais ayant vite perdu le goût à la vie ouvrière, il a acheté un magasin de puces électroniques. Sa mère était quant à elle employée dans un entrepôt.
À côté d'une enfance normale et plutôt privilégiée, Willy Russell s'est très vite passionné pour la lecture, mais peu au théâtre et au cinéma.
À l'âge de 11 ans, il se retrouve dans l'école secondaire de Huyton. Une nouvelle vie de terreur se découvre à ses yeux et à son cœur. Oppressé par le racket, la criminalité des citadins de cette grisâtre ville et par son professeur en travaux sur métal, M. Anders, il déménage à Rainford.
Cette nouvelle situation, beaucoup plus tranquille et rassurante qu'à Huyton, lui permet de se plonger dans les livres, « ces mondes silencieux du voyage » à travers un programme scolaire innovateur (cours hebdomadaires de lecture en silence).
C'est là qu'il comprend ce qu'il veut : donner aux gens le même sentiment qu'ils reçoivent lorsqu'ils lisent un livre, cette magie de l'évasion.
Ensuite, il traverse une adolescence très sympathique en passant une majeure partie de son temps à sortir à "the Cavern", qui était un club doté d'une ambiance comparable aux usines qu'il visitait, en écoutant les Beatles à fond, qu'il comparait souvent au bruit de ces usines.
Par la suite, n'ayant pas passé ses examens, il commence ses études en tant que coiffeur, influencé par sa mère. Mais, très vite il comprend que ce rêve d'enfance doit être réalisé.
Il trouve alors une université qui lui offre les cours à plein temps. La différence d'âge entre lui et ses camarades de classe l'effraye un peu, surtout que pour financer ses études, il travaille le soir chez Fords, dans de très dangereuses conditions.

## Filmographie

### comme scénariste
- 1982 : A Time to Die (en) de Matt Cimber
- 1983 : L'Éducation de Rita (Educating Rita) de Lewis Gilbert
- 1990 : Dancin' Thru the Dark (en) de Mike Ockrent (en)
- 1991 : Julie Walters and Friends (en) (TV) de Alasdair Macmillan
- 1996 : Germans de sang (TV) de Ricard Reguant

### comme compositeur
- 1983 : Blood Brothers (comédie musicale)
- 1985 : Mr. Love (en)
- 1989 : Shirley Valentine
- 1990 : Dancin' Thru the Dark (en)

### comme acteur
- 1990 : Dancin' Thru the Dark (en) de Mike Ockrent (en) : Sourface
- 1991 : Julie Walters and Friends (en) (TV)